# Rebutia brunescens

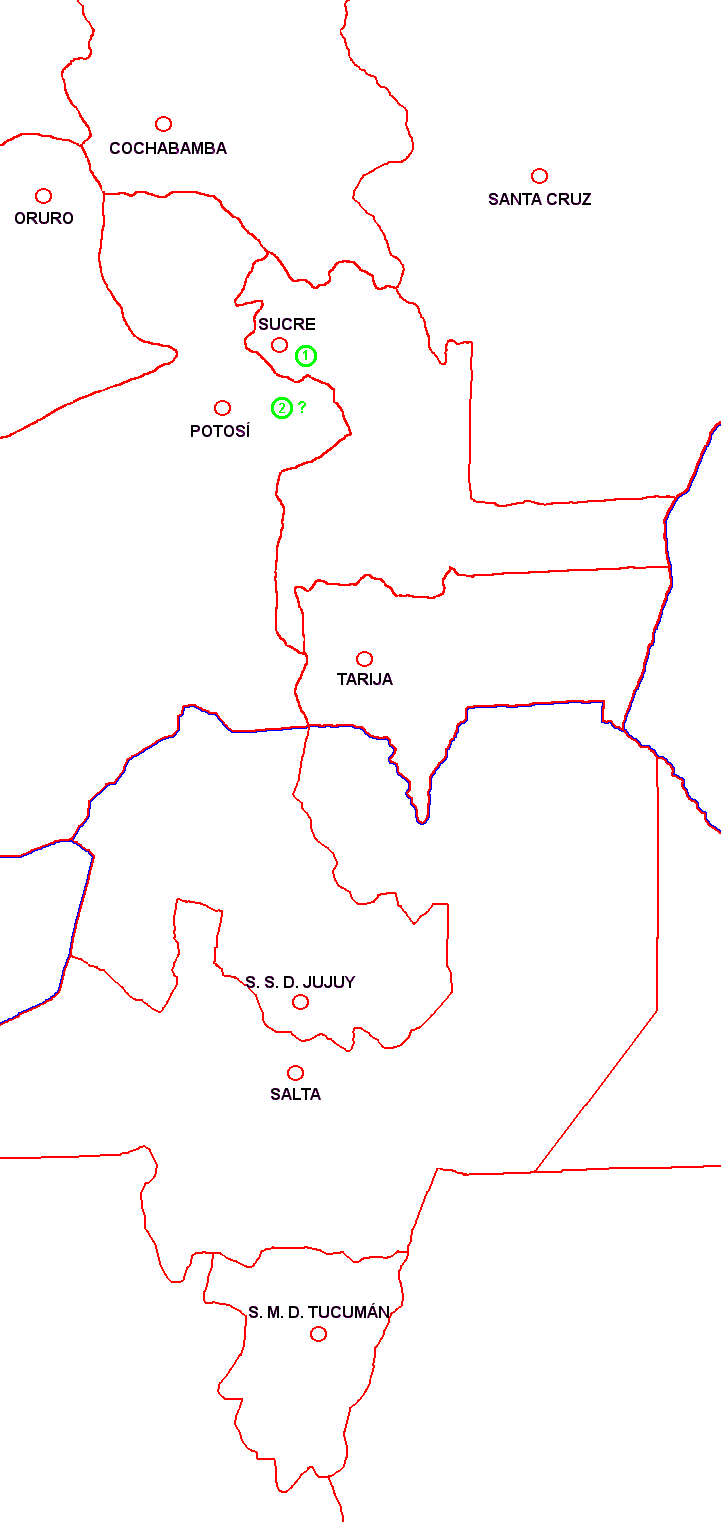
Mapa rozšíření R. brunescens

Rebutia brunescens je nápadný druh rodu rebucie, který byl různými autory řazen do různých sekcí i podrodů. Pojmenován byl podle svého vzhledu, brunescens znamená hnědnoucí, nahnědlý, což se vztahuje k celkově hnědému habitu rostlin, vytvářenému pokožkou i trny.
 

## Rebutia brunescensRausch
Rausch, Walter; Kakteen und andere Sukkulenten, 23: 235, 1972
Sekce Aylostera, řada Fulviseta

### Popis
Stonek jednotlivý, v kultuře odnožující až trsovitý, kulovitý, 30 - 50 mm široký; pokožka hnědozelená až fialově zelená, kolem areol tmavě zelená. Žeber 13 - 14, přímá nebo poněkud šikmo probíhající, příčnými brázdami rozložená do okrouhlých, asi 5 mm dlouhých a širokých hrbolků; areoly oválné, 2 - 3 mm dlouhé, hnědě plstnaté. Okrajových trnů 11 - 13, v 5 až 6 párech do stran a 1 dolů směřující, přímé, slabě jehlovité, paprskovitě propletené kolem těla; středové trny 0 - 2, až 10 mm dlouhé, poněkud silnější; všechny trny hnědé s tmavší špičkou a tmavší, zesílenou patou.
Květy vznikající z boku těla, asi 40 mm dlouhé a 30 mm široké; květní lůžko a trubka bělavě růžové se zelenými až hnědými šupinami, bílými vlasy a štětinami; vnější okvětní lístky červené se zeleným středním proužkem; vnitřní okvětní lístky červené, dole světlejší až bělavé; jícen bělavý; nitky bělavě růžové; čnělka nazelenale bílá, na spodních 8 mm srostlá s květní trubkou, blizna se 7 rameny, světle žlutá. Plod kulovitý, hnědý s tmavšími šupinami a bílými vlasy a štětinami. Semena protáhle zvonkovitá, asi 2,5 mm dlouhá a 1,5 mm široká, testa hnědočerná, drsná, s velkými bradavičkami, hilum velké, bazální, s vystupujícím mikropylárním hrbolkem.

### Variety a formy
Variety ani formy nebyly popsány, kromě sběru WR 480, který se stal základem popisu druhu, byl jako R. brunescens označen také sběr L 383 a sběr WR 480a jako R. brunecsens var. Nověji byly k R. brunescens přiřazeny i další sběry: LH 687, LH 689, RH 341, SE 177 a s otazníky i RH 341 a RH 344. Rostliny, které můžeme jako R. brunescens vidět v našich sbírkách, se navzájem příliš neliší, drobné rozdíly v otrnění, případně barvě pokožky jsou snad je důsledkem kultury. Tento druh je charakteristický svým celkově tmavým, hnědavým vzhledem, tvořeným kombinací barvy pokožky a otrnění.

### Výskyt a rozšíření
Jako místo nálezu typového sběru bylo uvedeno Bolívie, Tarabuco (departament Chuquisaca, provincie Yamparaez), v nadmořské výšce 3500 m, se stejným údajem původu z obdobné nadmořské výšky byly spojeny i další výše jmenované sběry, sběr L 383 v nadmořské výšce 2800 - 2900 m, a sběry RH 339, RH 341 a RH 344 jsou uváděny z relativně blízké oblasti departamentu Potosí.